# Gilberto Passani
Gilberto Passani (Parma, 23 aprile 1961) è un ex pallavolista italiano.

## Biografia
Gilberto Passani è nato a Vigatto, una piccola frazione del Comune di Parma e ha vissuto nella limitrofa frazione di Corcagnano fino a quando ha iniziato a giocare a pallavolo in serie A1.
Prima di dedicarsi a tempo pieno alla pallavolo, ha lavorato come meccanico, elettricista e saldatore.
Ha tre figlie Maria Chiara, Anna Giulia e Matilde Vittoria.

## Carriera
Il suo primo allenatore è stato Carlo Devoti nella gioventù Olimpica Parmense dove sono cresciuti diversi talenti del volley come l'ex nazionale azzurro Paolo Vecchi.
In quel periodo è nato il suo soprannome “Caval Pacione”, diventato poi semplicemente “Pacio”, con cui è stato sempre identificato nel mondo della pallavolo.
Nel 1979 è passato alla Veico allenata da Claudio Piazza. Con quella squadra, divenuta nel frattempo Santàl, ha vinto due Scudetti e due Coppe Italia. Ancora giovanissimo, è partito per fare esperienza da titolare in altre compagini di serie A2 e A1. In particolare ha giocato cinque anni tra Pescara, Cremona e Mantova. 
Dopo essere stato il miglior realizzatore italiano della stagione 1987-88, il “Pacio” è tornato a vestire i colori della Maxicono Parma, allenata da Gian Paolo Montali, con la quale ha vinto due Coppe delle Coppe, due Supercoppe Europee, uno Scudetto, Una Coppa Italia ed un Mundialito per Club. 
Dopo un’esperienza di un anno a Schio, ritrova lo stesso allenatore anche a Treviso. Con quest’ultima compagine vince due Scudetti, una Coppa Italia, una Coppa Cev, una Supercoppa Europea, una Coppa delle Coppe e una Coppa dei Campioni. 
Gli ultimi due anni di serie A sono stati disputati con la Colmar Brescia e la Cariparma di Parma. 
Nel 1998 ha giocato con la Copra Dac Piacenza. Ha chiuso la propria carriera da atleta giocando nei Diavoli Rossi di Nicosia.
Con la nazionale, Gilberto Passani, è stato uno dei pionieri della generazione di Fenomeni di Julio Velasco. Ha fatto infatti parte della squadra che ha conquistato il primo storico oro europeo a Stoccolma nel 1989, entrando praticamente in tutti i set della manifestazione. 
Nella stagione successiva si è aggiudicato anche i Goodwill Games di Seattle ed è giunto secondo nella World Top Four maschile 1990 a Tokio. 
Nel 1991 ha infine vinto i Giochi del Mediterraneo in Grecia.
In tutto ha collezionato 54 presenze con la nazionale maggiore. 
Si è inoltre laureato campione europeo over 55 nel 2018 ad Ostrava, in Repubblica Ceca.

## Dopo il ritiro da giocatore

G. Passani (n.3) con la Maxicono Parma 1989-90

Terminata l'esperienza di allenatore - giocatore , nel 2005 ha cominciato ad allenare. 
Sempre dal 2004 ha iniziato a lavorare come operatore e coordinatore socio-sanitario.
Dal 2009 è docente federale di 3º grado e di 3º livello giovanile, sitting volley, S3, ricevendo l’abilitazione quale docente nazionale. 
Ha allenato anche all’estero, guidando una squadra femminile in Svizzera e la Nazionale di Andorra nel 2014. Nel 2017 ha allenato le giovanili del Fiorenzuola femminile
Negli ultimi anni ha collaborato anche con il settore giovanile della Gas Sales Pallavolo Piacenza.
Nel 2021 ha allenato le giovanili del Certosa e dal 2022 l'Amatori Orago in serie B femminile .
Dal 2024-2025 allena l'Insubria Gallarate in Prima Divisione femminile

## Curiosità
In tre occasioni si è candidato come consigliere comunale, una volta a Felino e due volte a Colico in liste civiche, senza però mai venire eletto.
Nel 2020 ha partecipato al documentario Rai dedicato alla conquista del "Grande Slam" di trent'anni prima con la Maxicono Parma

## Palmarès

### Giocatore

#### Club
- Campionato italiano: 5

1981-82, 1982-83, 1989-90, 1993-94, 1995-96
- Coppa Italia: 4

1981-82, 1982-83, 1989-90, 1992-93
- Campionato mondiale per club: 1

1989
- Coppa dei Campioni: 1

1994-95
- Coppa delle Coppe: 3

1988-89, 1988-90, 1993-94
- Coppa CEV: 1

1992-93
- Supercoppa europea: 3

1989, 1990, 1994

#### Nazionale (competizioni minori)
- Goodwill Games 1990
- Giochi del mediterraneo 1991
- Campionato europeo over 55 2018

## Riconoscimenti
- 1982 - Medaglio di Bronzo nazionale al valore atletico del CONI[28]
- 1989 - Medaglia di Argento nazionale al valore atletico del CONI[28]
- 1990 - Medaglia di Bronzo nazionale al valore atletico del CONI[28]
- 1994 - Medaglia di Bronzo nazionale al valore atletico del CONI[28]
- 1996 - Medaglia di Bronzo nazionale al valore atletico del CONI[28]